# Feng Zhe (Schauspieler)
Feng Zhe, (chinesisch 冯哲, Pinyin Féng Zhé; * 1920 in Tianjin oder 1921 in Hainan als Feng Yizhe chinesisch 冯贻哲, Pinyin Féng Yízhé; † 2. Juni 1969) war ein chinesischer Schauspieler.

## Leben
Feng Zhe wurde unterschiedlichen Angaben zufolge entweder 1920 in Tianjin oder 1921 in Hainan geboren. Ursprünglich studierte er an der Shanghai St. Johns University Maschinenbau, bevor er das Studium abbrach und zur Schauspielerei wechselte.
Ab 1946 arbeitete er für die Shanghai Cathay Film Company und ab 1950 für die Shanghai Film Studios.
Am 7. Mai 1949 heiratete Feng Zhe die Schauspielerin Zhang Guangru. Die Ehe war durch die ständigen Gerüchte um Seitensprünge sowie der Eifersucht beider belastet. Angeblich soll Zhang das erste gemeinsame Kind 1953 auch infolge eines Ehestreits wieder abgetrieben haben.
Infolge der Kulturrevolution wurde Feng Zhe 1967 unter Hausarrest gestellt und verstarb am 2. Juni 1969. Ungeklärt ist es, ob er eines natürlichen Todes, da er seit 1952 infolge einer Bilharziose seine über eine stark angegriffene Milz und Bauchspeicheldrüse verfügte, oder ob er durch Folter starb. Erst nach Ende der Kulturrevolution wurde am 13. Juli 1978 eine Gedenkfeier durch die Emei Film Studios abgehalten.

## Filmografie (Auswahl)
- 1947: Yi jiang nan
- 1948: Yi fan feng shun
- 1949: Lian ai zhi dao
- 1951: 胜利重逢
- 1952: 南征北战
- 1954: 淮上人家
- 1956: 铁道游击队
- 1957: 羊城暗哨
- 1958: 铁窗烈火
- 1959: 沙漠追匪记
- 1963: 桃花扇
- 1963: 金沙江畔